# تفجيرات عدن الانتحارية ديسمبر 2016

مدينة عدن (جنوب اليمن)

تفجيرات عدن الانتحارية ديسمبر 2016 كانت هجمات إرهابية وقعت في 10 و 18 ديسمبر 2016 تستهدف الجنود اليمنيين في عدن وذكرت وكالة أعماق الإخبارية أن مسؤولية القصف تعود إلى داعش. وقع التفجير الانتحاري في تجمع للجنود الذين كانوا سيتلقون رواتبهم في 10 ديسمبر 2016. وقعت الانفجارات في نفس مخيمات القاعدة العسكرية في 18 ديسمبر 2016.

## التفجيرات

### تفجير 10 ديسمبر 2016
ما لا يقل عن 48 جنديا يمنيا و 29 آخرين أصيبوا في هجوم انتحاري في عدن في 10 ديسمبر. أعلن داعش - ولاية عدن أبين مسؤوليته عن الهجوم.

### تفجير 18 ديسمبر 2016
وقع تفجير انتحاري ثاني مماثل بعد ثمانية أيام في 18 ديسمبر. قتل ما لا يقل عن 52 جنديا وأصيب أكثر من 60 آخرين. تم التعرف على الانتحاري باسم أبو هاشم الردفاني الذي فجر العبوة الناسفة وسط تجمع الجنود. تم الإعلان عن البيان ونشره عبر وكالة أعماق الإخبارية. كانت الوكالة قد نشرت صورا للهجوم وواحدة تظهر شاب يرتدي سترة بيضاء يقف بجوار علم داعش الأسود والأبيض.